# Esporte Clube Corrêas
Esporte Clube Corrêas é uma agremiação esportiva de Petrópolis. Em 2019 disputou o Campeonato Petropolitano de Futebol.

## História
O clube disputou o Campeonato Petropolitano de Futebol de 1952, 1959 e 1961.
Campeão Carioca de Futsal, da competição promovida pela Federação de Futsal do Estado do Rio de Janeiro, em 2022. Venceu o Magé na decisão por 5 a 2. 

## Estatísticas

### Participações
|  | Participações em 2018 |

| Competição               | Temporadas | Melhor campanha | Estreia | Última | P | R |
| ------------------------ | ---------- | --------------- | ------- | ------ | - | - |
| Campeonato Petropolitano | 3          | Campeão (1952)  | 1952    | 1961   | – | – |